# Посидония (Сирос)
Посидони́я (греч. Ποσειδωνία) — город в южной части острова Сирос в Греции. Входит в общину (дим) Сирос — Эрмуполис в периферийной единице Сирос в периферии Южные Эгейские острова. Население 760 жителей по переписи 2011 года.
Расположен в 10 километрах от Эрмуполиса, административного центра общины. Назван в честь Посейдона. В Посидония находится православная церковь Святого Иоанна и католическая церковь Святого Петра.

## Общинное сообщество Посидония
В общинное сообщество Посидония входят 3 населённых пункта и 2 острова. Население 928 жителей по переписи 2011 года. Площадь 7,315 квадратного километра.
| Наименование        | Население (2011), человек |
| ------------------- | ------------------------- |
| Адиата              | 93                        |
| Мегас-Ялос          | 75                        |
| Посидония           | 760                       |
| Стронгило (остров)  | 0                         |
| Схинонисио (остров) | 0                         |

## Население
| Год  | Население, человек |
| ---- | ------------------ |
| 1991 | 582                |
| 2001 | 627                |
| 2011 | ↗ 760              |